# Pennilabium longicaule
Pennilabium longicaule är en orkidéart som beskrevs av Johannes Jacobus Smith. Pennilabium longicaule ingår i släktet Pennilabium och familjen orkidéer. Inga underarter finns listade i Catalogue of Life.